# Yatrus Promontory
Die Yatrus Promontory (englisch; bulgarisch полуостров Ятрус poluostrow Jatrus) ist eine größtenteils eisfreie, vorgebirgsartige und 8 km lange Halbinsel im Norden des Grahamlands auf der Antarktischen Halbinsel. An der Südküste der Trinity-Halbinsel ragt sie südlich der Eyrie Bay in östlicher Richtung in den Prinz-Gustav-Kanal hinein. Sie läuft im Osten im Jade Point sowie im Südosten im Bald Head aus. Die Aripleri-Passage trennt die Yatrus Promontory von Eagle Island.
Deutsche und britische Wissenschaftler kartierten sie 1996 gemeinsam. Die bulgarische Kommission für Antarktische Geographische Namen benannte sie 2010 nach dem Kastell Iatrus im Norden Bulgariens.